# SOS

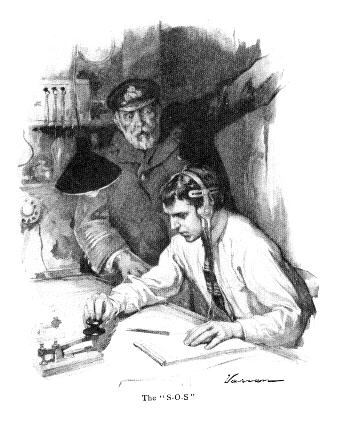
El SOS en el RMS Titanic. El capitán Edward John Smith pide a Jack Phillips que dé la señal de auxilio para que rescaten al Titanic.

SOS es la señal de socorro más utilizada internacionalmente. Comenzó a utilizarse a principios del siglo XX y fue aprobada durante una conferencia internacional en Berlín en 1906 para reemplazar a la hasta entonces utilizada “CQD” en las transmisiones telegráficas en código morse.
Se eligió esta representación debido a que podía ser radiada fácilmente en código morse con una sucesión de tres pulsos cortos, tres largos y otros tres cortos ({\displaystyle \cdots ---\cdots }). De igual manera, debido a su simpleza, es menos probable que se pierda o sea malinterpretada por interferencias. En realidad, ni siquiera se trata de tres letras separadas (que se deben transmitir como tres pulsos cortos - pausa - tres largos - pausa - tres cortos), sino de un único código continuo. 
La Compañía Internacional de Comunicación Marina Marconi propuso la primera señal de emergencia internacional. A través de una circular interna, llamada Circular 57 que fue publicada el 7 de enero de 1904, estableció que para todas las instalaciones de la compañía situadas por todo el mundo la llamada para pedir auxilio sería «CQD«, que en código morse se escribe (— · — · / — — · — / — · ·). Esta señal de ayuda empezó a emplearse a partir del 1 de febrero de ese mismo año. 
Este término se interpretaba como «Come Quickly, Distress» (en español «Vengan Rápido, Problemas»), aunque en realidad su significado era: CQ («Copy Quality«, «Calidad de copia«) y D («Distress«, «Problema»). CQ era el prefijo que se utilizaba en telegrafía para identificar mensajes que fuesen de interés para todas las estaciones. Este prefijo sigue siendo utilizado a día de hoy por radioaficionados para iniciar el contacto ya que, además, CQ suena a «Seek you» («Te busco«). No obstante, a pesar de este esfuerzo por parte de la Compañía Marconi, durante esa época seguían conviviendo otras llamadas de emergencia. Por ejemplo, en Italia preferían emplear el código «SSS DDD« 
Por otro lado, en la Marina de los Estados Unidos se propuso emplear a través de radio las señales de bandera visual estándar, conocidas como Código Internacional de Señales. Para el caso de auxilio la señal de bandera era «NC«. Esta sugerencia apareció por primera vez en la edición de 1906 del Manual de Telegrafía Inalámbrica para el uso de Electricistas Navales de S. S. Robinson.
Mientras tanto en Alemania utilizaban «SOE«, una combinación muy sencilla de letras en morse  ( ··· — — — · ) que posteriormente pasó a cambiarse la última letra por otra S para que fuese más fácilmente identificable en una comunicación. Por tanto, «SOE» pasó a convertirse en «SOS» ( ··· — — — ··· ). Esta secuencia en morse fue denominada Notzeichen y se convirtió el 1 de abril de 1905, con la emisión de un conjunto de regulaciones de radio nacionales por parte del gobierno alemán, en la señal de socorro nacional.
Popularmente, se cree que la señal significa "Save Our Ship" ("salven nuestro barco"), "Save Our Souls" ("salven nuestras almas") o "Send Out Succour" ("envíen socorro"). Sin embargo, SOS no es la sigla de ninguna frase y fue seleccionada por su simplicidad. No obstante, algunos investigadores creen que SOS es la sigla de la frase "si opus sit" ("si fuera necesario" o "cuando sea necesario"), de manera que sería la abreviación de una frase que, extraída del contexto de urgencia o de precariedad, llegó a significar "es necesario" y, de ahí, "es necesario el socorro inmediato". Todas estas teorías están completamente alejadas de la realidad, puesto que «SOS» carece de significado alguno y como se dijo anteriormente esta secuencia fue seleccionada por su facilidad de transmisión y de memorización.
Dadas estas características, «SOS» fue declarada como señal de emergencia internacional en la primera Conferencia Radiotelegráfica Internacional celebrada en Berlín en 1906. En esta ocasión se reunieron 29 países. Además del acuerdo sobre la señal de auxilio, de esta conferencia nació el Convenio Radiotelegráfico Internacional cuyo anexo contenía el primer reglamento sobre la materia. Este reglamento fue desarrollado y revisado en las conferencias siguientes hasta dar paso al hoy conocido como Reglamento de Radiocomunicaciones 

## Historia
La radio (inicialmente conocida como "telegrafía inalámbrica") se desarrolló a fines de la década de 1890 y rápidamente se reconoció como una ayuda importante para las comunicaciones marítimas. Anteriormente, los buques de navegación marítima habían adoptado una variedad de señales de socorro visuales y de audio estandarizadas, utilizando elementos como banderas de semáforos, bengalas de señales, campanas y sirenas de niebla. Sin embargo, inicialmente la cooperación para estandarizar las señales de radio de socorro se vio limitada por las diferencias nacionales y las rivalidades entre las empresas de radio competidoras.
En 1903, un representante italiano en la Conferencia Preliminar de Telegrafía Inalámbrica de Berlín, el Capitán Quintino Bonomo, discutió la necesidad de procedimientos operativos comunes, incluida la sugerencia de que "los barcos en peligro... deberían enviar la señal SSS DDD a intervalos de unos minutos". Sin embargo, las cuestiones de procedimiento estaban más allá del alcance de esta conferencia, por lo que no se adoptó una señal estándar en ese momento, aunque el Artículo IV del Protocolo Final de la conferencia establecía que "las estaciones de telégrafo inalámbricas deberían, a menos que sea prácticamente imposible, dar prioridad a las llamadas de ayuda recibidos de barcos en el mar". 
En ausencia de regulaciones internacionales, se dejó que las organizaciones individuales desarrollaran sus propias prácticas. El 7 de enero de 1904, la Marconi International Marine Communication Company emitió la "Circular 57", que especificaba que, para las instalaciones de la compañía en todo el mundo, a partir del 1 de febrero de 1904 "la llamada que deben realizar los buques en peligro o que requieran asistencia será 'CQD'". Una propuesta alternativa, presentada en 1906 por la Marina de los Estados Unidos, sugirió que las señales de bandera del Código Internacional de Señales deberían adoptarse para uso de radio, incluido "NC", que significa "En peligro; quiero asistencia inmediata".
Alemania fue el primer país en adoptar la señal de socorro SOS, a la que llamó señal Notzeichen, como una de las tres secuencias de código Morse incluidas en las regulaciones de radio nacionales que entraron en vigor el 1 de abril de 1905. En 1906, la primera Internacional Convención radiotelegráfica celebrada en Berlín, que produjo un acuerdo firmado el 3 de noviembre de 1906 que entró en vigor el 1 de julio de 1908. La convención adoptó una amplia colección de Reglamentos de servicio, incluido el artículo XVI, que decía: "Los buques en peligro utilizarán la siguiente señal: ▄▄ ▄ ▄ ▄ ▄ ▄ ▄ ▄▄▄ ▄ ▄▄▄ ▄ ▄▄▄▄ ▄ ▄ ▄ ▄ ▄ ▄ repetido a breves intervalos".
Tanto en la ley alemana del 1 de abril de 1905 como en las regulaciones internacionales de 1906, la señal de socorro se especifica como una secuencia de código morse continua de tres puntos / tres guiones / tres puntos, sin mencionar ningún equivalente alfabético. Sin embargo, en International Morse, tres puntos comprenden la letra "S" y tres guiones la letra "O", y pronto se hizo común referirse informalmente a la señal de socorro como "S O S", con el 12 de enero de 1907 Electrical World indicando que "Los buques en peligro utilizan la señal especial, SOS, que se repite a intervalos cortos". (En código morse americano, que fue utilizado por muchos barcos costeros en los Estados Unidos durante la primera parte del siglo XX, tres guiones representaban el número "5", por lo que en algunos casos la señal de socorro se denominó informalmente "S 5 S").
Los primeros barcos que se ha reportado transmitieron un SOS de llamada de emergencia fueron de la Cunard Line RMS Slavonia el 10 de junio de 1909, mientras navegaba por las islas Azores, y el vapor SS Arapahoe el 11 de agosto de 1909, mientras que fuera de la costa de Carolina del Norte, Estados Unidos. La señal del Arapahoe fue recibida por la estación de United Wireless Telegraph Company en Hatteras, Carolina del Norte y enviada a las oficinas de la compañía de vapor. Sin embargo, hubo cierta resistencia entre los operadores Marconi para adoptar la nueva señal y tan tarde como el hundimiento del RMS Titanic en abril de 1912, los operadores Marconi del barco entremezclaron llamadas de socorro CQD y SOS. En aras de la coherencia y la seguridad del agua, el uso de CQD parece haber desaparecido a partir de entonces.
«SOS» fue la señal oficial hasta el 1 de enero de 1998, cuando desapareció la telegrafía a bordo de los buques y se dio paso único a la radio por voz y a los sistemas satelitarios. El último buque en emitirla fue el MV Oak, casualmente el 31 de diciembre de 1997, cuando sus motores se pararon durante una tormenta y se produjo un corrimiento de carga.
Con la aparición de la radio por voz se creó también una llamada de emergencia sonora equivalente a la telegráfica conocida como «mayday«. Esta llamada fue ideada por Frederick Stanley Mockford en 1923 y proviene del francés «m’aider» («ayudadme«), cuya expresión completa es «venez m’aider» («vengan a ayudarme«). Fue adoptada en la Conferencia Radiotelegráfica Internacional de 1927 que tuvo lugar en Washington. Para iniciar la llamada de socorro por voz debe decirse 3 veces «mayday» (pronunciado medé). A día de hoy «mayday» sigue siendo la llamada mundial de socorro.

## RMSTitanic
En las primeras llamadas de socorro del RMS Titanic se prefirió usar «CQD», ya que «SOS» aún no estaba estandarizado, se había aprobado tan solo cuatro años antes y los buques ingleses todavía no lo habían adoptado. Luego, cuando el hundimiento ya era crítico, un telegrafista bromeó en referencia al «SOS» diciendo «Es una nueva llamada y podría ser nuestra última oportunidad de enviarla» y empezaron a enviar llamadas de socorro «SOS» alternándolas con «CQD», ya que no había mucha regularización de las telecomunicaciones en el mar. Esto hizo que otros buques restaran importancia a sus llamadas de socorro por la confusión y las interferencias. Tales acontecimientos de confusión, malas prácticas (como un telegrafista yéndose a dormir cuando había escuchado las llamadas de socorro), mala gestión de un espectro radiológico que se encontraba muy saturado y constantes interferencias por parte de radioaficionados dificultaron mucho que hicieran caso a las llamadas de socorro. El Congreso estadounidense en 1912 hizo una investigación sobre el uso de la radio en el desastre del Titanic, que concluiría con el Senado de ese país dictando que las comunicaciones inalámbricas en el mar debían operar las 24 horas del día y exigiendo una regulación de la industria de la radio en Estados Unidos, lo que desembocó en la Ley de Radio de 1912.
También se suele pensar equivocadamente que se hizo uso de la señal SOS por primera vez en el hundimiento del Titanic en abril de 1912, pero algunos buques europeos ya la habían usado anteriormente. El primer barco en apuros en radiar un SOS fue el RMS Slavonia cuando naufragó cerca de las islas Azores el 10 de junio de 1909. Posteriormente fue empleado por el barco Arapahoe el 11 de agosto de 1909, por el Kentucky el 4 de febrero de 1910 y por el Mérida el 13 de mayo de 1911, antes del hundimiento del Titanic.
En todo caso, es cierto que la tragedia del Titanic contribuyó enormemente a la popularización de la señal SOS e hizo que pasara a sustituir casi por completo al anterior código de socorro, el CQD.

## Otros buques famosos que radiaron un SOS
- RMS Lusitania, torpedeado en 1915 durante la Primera Guerra Mundial.
- HMHS Britannic, hundido en 1916 durante la Primera Guerra Mundial.
- TN Andrea Doria, hundido en 1956.